# Mushakōjisenke
Pour les articles homonymes, voir Mushanokōji.
La Mushakōjisenke (武者小路千家), parfois appelée Mushanokōjisenke, est une des écoles de la cérémonie du thé japonaise. Avec l'Urasenke et l'Omotesenke, la Mushakōjisenke est une des trois lignées de la famille Sen descendante de Sen Rikyū, toutes trois collectivement appelées san-Senke ou « Trois maisons/familles Sen » (三千家). Le chef ou iemoto de cette lignée porte le nom héréditaire de Sōshu (宗守).
La Mushakōjisenke est associée à l'arrière petit-fils de Sen Rikyū, Ichiō Sōshu (一翁宗守), deuxième des quatre fils de Sen Sōtan. Comme son frère ainé, il est fils de Sōtan par la première épouse de celui-ci
et durant une grande partie de sa vie, vit en dehors de la maison Sen et devient artisan vernisseur. À la demande de ses jeunes frères cependant, il crée sa propre maison de thé appelée Kankyū-an, sur la rue Mushakōji, et se consacre à la pratique et l'enseignement de la Voie du Thé. 
Ichiō Sōshu est nommé maître de thé du clan Matsudaira à Takamatsu dans la province de Sanuki. Jusqu'à la restauration Meiji, l'héritier de la famille est au service des Matsudaira de Takamatsu de génération en génération.

## Générations
| Génération          | Nom personnel              |          | Nom bouddhiste |        |
| ------------------- | -------------------------- | -------- | -------------- | ------ |
| 1re                 | Rikyu Sōeki (1522-91)      | 利休宗易 | Hōsensai       | 抛筌斎 |
| 2e                  | Shōan Sōjun (1546-1614)    | 少庵宗淳 |                |        |
| 3e                  | Genpaku Sōtan (1578-1658)  | 元伯宗旦 | Totsutotsusai  | 咄々斎 |
| 4e                  | Ichiō Sōshu (1605-1676)    | 一翁宗守 | Jikyūsai       | 似休斎 |
| 5e                  | Bunshuku Sōshu (1658-1708) | 文叔宗守 | Kyoyūsai       | 許由斎 |
| 6e                  | Shinpaku Sōshu (1693-1745) | 真伯宗守 | Seiseisai      | 静々斎 |
| 7e                  | Kensō Sōshu (1725-1782)    | 堅叟宗守 | Jikisai        | 直斎   |
| 8e                  | Kyūō Sōshu (1763-1838)     | 休翁宗守 | Ittotsusai     | 一啜斎 |
| 9e                  | Nin'ō Sōshu (1795-1835)    | 仁翁宗守 | Kōkōsai        | 好々斎 |
| 10e                 | Zendō Sōshu (1830-1891)    | 全道宗守 | Ishinsai       | 以心斎 |
| 11e                 | Issō Sōshu (1848-1898)     | 一叟宗守 | Isshisai       | 一指斎 |
| 12e                 | Chōshō Sōshu (1889-1953)   | 聴松宗守 | Yūkōsai        | 愈好斎 |
| 13e                 | Tokuō Sōshu (1913-1999)    | 徳翁宗守 | Urinsai        | 有隣斎 |
| 14e (actuel iemoto) | Sen Sōshu (né en 1945)     | 宗守     | Futessai       | 不徹斎 |

## Source de la traduction
- (en) Cet article est partiellement ou en totalité issu de l’article de Wikipédia en anglais intitulé « Mushakōjisenke » (voir la liste des auteurs).